# Opiorphine
L'opiorphine est un pentapeptide isolé dans la salive humaine par des chercheurs français de l'Institut Pasteur en 2006. En 2016, des chercheurs de l'institut Gustave Roussy et l'INSERM ont démontré qu'une dérive stable de l'opiorphine, le STR-324, garde les mêmes propriétés analgésiques que le produit parent.  Les deux produits agissent en empêchant certaines enzymes de dégrader les enképhalines, des neurotransmetteurs spinaux à fonction analgésique sécrétés par les neurones qui sont normalement dégradés quelques secondes après leur production. Son action est très proche de celle de la sialorphine découverte chez le rat par la même équipe en 2003.
D'après les premiers essais chez le rat, elle serait autant voire plus efficace que la morphine pour lutter contre les douleurs aiguës physiques ou inflammatoires. Elle causerait aussi beaucoup moins d'effets secondaires (principalement l'absence de phénomène d'addiction). En 2016, l'activité analgésique du STR-324 a été démontrée aussi sur des modèles murins de douleur post-opératoire et neuropathique , ce qui laisse envisager à terme la création de nouveaux médicaments analgésiques. Le STR-324 est actuellement développé par les laboratoires Stragen France pour traiter les douleurs aiguës et chroniques.  
En 2010, l'Institut Pasteur en partenariat avec un autre laboratoire français (Laboratoire ETAP) démontre cette fois les propriétés d'antidépresseur de l'opiorphine. Ces résultats obtenus chez le rat seront rapidement confirmés chez la souris.